# گرودنگا
گرودنگا (به لهستانی:  Grodnia) یک روستا در لهستان است که در گمینا موخووو واقع شده‌است.